# Eresia pseudocelemina
Eresia pseudocelemina är en fjärilsart som beskrevs av Embrik Strand 1916. Eresia pseudocelemina ingår i släktet Eresia och familjen praktfjärilar. Inga underarter finns listade i Catalogue of Life.